# Pula
Pula hay Pola (phát âm tiếng Serbia-Croatia: [pǔːla] ⓘ PU-lah; tiếng Ý và Istria-Rôman: Pola; tiếng Latinh: Colonia Pietas Iulia Pola Pollentia Herculanea; Slovene và Chakavia: Pulj, Hungary: Póla, tiếng Đức: Polei, tiếng Hy Lạp cổ đại: Πόλαι, Polae) là thành phô lớn nhất hạt Istria, Croatia và thành phố lớn thứ tám của quốc gia này, với vị trí nằm trên bán đảo Istria và dân số 57.460 vào năm 2011. thành phố nổi tiếng nhờ các công trình từ thời La Mã cổ đại, trong đó có Đấu trường Pula, và bờ biển đẹp. Thành phố có truyền thống làm rượu vang, đánh bắt cá, đóng tàu, và du lịch. Đây là trung tâm hành chính của Istria từ thời La Mã cổ đại.

### Sách
- Cresswell, Peterjon; Atkins, Ismay; Dunn, Lily (ngày 10 tháng 7 năm 2006). Time Out Croatia . Luân Đôn, Berkeley & Toronto: Time Out Group Ltd & Ebury Publishing, Random House Ltd. 20 Vauxhall Bridge Road, London SV1V 2SA. tr. 116–123. ISBN 978-1-904978-70-1. Truy cập ngày 10 tháng 3 năm 2010.

#### Thế kỷ 19
- Thomas Graham Jackson (1887), "Pola", Dalmatia, Oxford: Clarendon Press, truy cập ngày 12 tháng 2 năm 2016
- R. Lambert Playfair (1892), "Pola", Handbook to the Mediterranean (ấn bản thứ 3), London: J. Murray, truy cập ngày 12 tháng 2 năm 2016

#### Thế kỷ 20
- Arthur L. Frothingham (1910), "Pola", Roman Cities in Italy and Dalmatia, New York: Sturgis & Walton Company, truy cập ngày 12 tháng 2 năm 2016
- "Pola", The Encyclopaedia Britannica (ấn bản thứ 11), New York: Encyclopaedia Britannica, 1910, OCLC 14782424, truy cập ngày 12 tháng 2 năm 2016
- Turner, J. (ngày 2 tháng 1 năm 1996). Grove Dictionary of Art . USA: Oxford University Press. ISBN 0-19-517068-7.